# Pita superba
La pita superba (Pitta superba) és una espècie d'ocell de la família dels pítids (Pittidae) que habita els boscos de Manus, a les Illes Bismarck.